# Ollie Halsall
Peter John „Ollie“ Halsall (14. března 1949 Southport, Anglie, Velká Británie – 29. května 1992 Madrid, Španělsko) byl britský levoruký kytarista a vibrafonista. Na konci roku 1965 spoluzaložil skupinu Timebox, ve která hrál do jejího rozpadu v roce 1970. Následovalo tříleté období se skupinou Patto a krátké krátce také hrál ve skupině Tempest. V letech 1975–1976 hrál se skupinou Boxer. Byl rovněž dlouholetým členem doprovodné skupiny Kevina Ayerse. Byl také jedním z členů fiktivní skupiny The Rutles.
V roce 1980 jednorázově vystoupil s velšským hudebníkem a skladatelem Johnem Calem. V roce 1985 se stal stálým členem jeho doprovodné skupiny, a to nejprve jako baskytarista, avšak brzy si nástroj vyměnil s Davidem Youngem a stal se tak sólovým kytaristou.

## Diskografie
- 1970: Patto (Patto)
- 1971: Hold Your Fire (Patto)
- 1972: Roll Em, Smoke Em, Put Another Line Out (Patto)
- 1973: Living in Fear (Tempest)
- 1974: The Confessions of Dr. Dream and Other Stories (Kevin Ayers)
- 1974: June 1, 1974 (Kevin Ayers, Nico, John Cale & Brian Eno)
- 1975: Below the Belt (Boxer)
- 1975: Sweet Deceiver (Kevin Ayers)
- 1976: Yes We Have No Mañanas (So Get Your Mañanas Today) (Kevin Ayers)
- 1978: Rainbow Takeaway (Kevin Ayers)
- 1979: Bloodletting (Boxer)
- 1980: That's What You Get Babe (Kevin Ayers)
- 1983: Diamond Jack and the Queen of Pain (Kevin Ayers)
- 1983: Cinemaspop (Cinemaspop)
- 1984: A Clockwork Orange (La Naranja Mecánica) (Cinemaspop)
- 1984: Deià...Vu (Kevin Ayers)
- 1986: As Close As You Think (Kevin Ayers)
- 1988: Falling Up (Kevin Ayers)
- 1992: Still Life with Guitar (Kevin Ayers)
- 1996: The Rutles Archaeology (The Rutles)
- 1998: The Deram Anthology (Timebox)
- 2007: Under the Blossom (Tempest)